# Lidingö (gemeente)
Lidingö is een Zweedse gemeente in Uppland. De gemeente behoort tot de provincie Stockholms län. Ze heeft een totale oppervlakte van 49,0 km² en telde 41.407 inwoners in 2004.
In de gemeente wordt jaarlijks de Lidingöloppet gehouden.
- Lidingö (stad)
- Brevik
- Sticklinge udde
- Furutorp
- Bosön

## Geboren
- Raoul Wallenberg (1912-1947?)